# Héctor Milián
Héctor Milián Pérez (* 14. května 1968) je bývalý kubánský zápasník – klasik, olympijský vítěz z roku 1992.

## Sportovní kariéra
Zápasení se věnoval od 8 let v San Cristóbalu na základní škole Caridad Valverde. Od svých 14 let se specializoval na zápas řecko-římský na sportovní škole EIDE v Pinar del Río. Vrcholově se připracoval v Havaně v tréninkovém centru ESPA Cerro Pelado pod dohledem reprezentačního trenéra Pedra Valse. V kubánské mužské reprezentaci se pohyboval od roku 1986 v těžké váze do 100 kg. V roce 1988 přišel o účast na olympijských hrách v Soulu kvůli bojkotu.
Na olympijskou premiéru si počkal do roku 1992. Na olympijské hry v Barceloně přijel jako úřadující mistr světa výborně připraven. V úvodním kole základní skupiny porazil spolufavorita Bělorusa Sergeje Děmjaškeviče 1:0 na body nakonec postoupil z prvního místa přímo do finále proti Američanu Dennisi Koslowskému. Po vyrovnaném souboji zvítězil nad Američan 2:1 na body a získal zlatou olympijskou medaili.
Od roku 1993 ho v přípravě trápila vleklá zranění. V roce 1994 dokonce přestal shazovat a startoval v supertěžké váze do 130 kg. Do olympijského roku 1996 však šel opět v nižší váze do 100 kg. Na olympijských hrách v Atlantě bez většího zaváhání v prvních kolech postoupil do semifinále proti Poláku Andrzeji Wrońském, se kterým prohrál 0:2 body. V opravách se mu nedařilo a obsadil konečné 5. místo. Od roku 1997 startoval ve vyšší váze do 130 kg. V roce 2000 se kvalifikoval na olympijské hry v Sydney, kde postoupil ze základní skupiny z prvního místa do čtvrtfinále proti Bělorusu Dmitriji Děbelkovi. Zápas s Děbelkou se mu po taktické stránce nevydařil a po porážce 0:1 na body obsadil konečné 5. místo. V dalším olympijském období přepustil místo reprezentační jedničky vycházející hvězdě Mijaínu Lópezovi.

## Výsledky
| Turnaj                  | 1986 | 1987 | 1988 | 1989 | 1990 | 1991 | 1992 | 1993 | 1994 | 1995 | 1996 | 1997 | 1998 | 1999 | 2000 | 2001 |
| Turnaj                  | 18   | 19   | 20   | 21   | 22   | 23   | 24   | 25   | 26   | 27   | 28   | 29   | 30   | 31   | 32   | 33   |
| Turnaj                  | -100 | -100 | -100 | -100 | -100 | -100 | -100 | -100 | -130 | -100 | -100 | -130 | -130 | -130 | -130 | -130 |
| ----------------------- | ---- | ---- | ---- | ---- | ---- | ---- | ---- | ---- | ---- | ---- | ---- | ---- | ---- | ---- | ---- | ---- |
| Olympijské hry          |      |      | —    |      |      |      | 1.   |      |      |      | 5.   |      |      |      | 5.   |      |
| Mistrovství světa       | ?    | úč.  |      | ?    | 5.   | 1.   |      | ?    | 2.   | 2.   |      | 3.   | úč.  | 2.   |      | —    |
| Panamerické hry         |      | 1.   |      |      |      | 1.   |      |      |      | 1.   |      |      |      | 1.   |      |      |
| Panamerické mistrovství | 2.   | 1.   | 1.   | 1.   | 1.   | 1.   | 1.   | 1.   | —    |      |      | 1.   | 2.   |      | 2.   | 1.   |